# Zastava Češke
Zastava Češke je ista kao zastava nekadašnje Čehoslovačke. Nakon što se Čehoslovačka raspala, Češka Republika zadržala je čehoslovačku zastavu suprotno ugovoru kojim su se zemlje nasljednice Čehoslovačke obvezale da niti jedna od država članica neće nastaviti uporabu bivših čehoslovačkih simbola. Slovačka Republika je za razliku od Češke prihvatila svoju vlastitu zastavu.
Zastava se sastoji od crvene i bijele boje s drevnog češkog grba. Zato što je zastava izgledala skoro identična Poljskoj zastavi i sastojala se od istih boja kao austrijska zastava, plavi trokut dodan je 1920. godine. Verzija bez plavog trokuta se još uvijek upotrebljava kao zastava Bohemije.
- Datoteka:Zastava Bohemije i Čehoslovačke 1918. - 1920.
- Zastava Čehoslovačke 1920. - 1992.